# 2315 Czechoslovakia
2315 Czechoslovakia este un asteroid din centura principală, descoperit pe 19 februarie 1980 de Zdeňka Vávrová.